# You Wanted the Best, You Got the Best!!
You Wanted the Best, You Got the Best!! è una raccolta ufficiale del gruppo hard rock statunitense Kiss, pubblicata il 25 giugno 1996 per l'etichetta discografica Mercury Records.
Pubblicato in concomitanza con il Kiss Alive/Worldwide Tour (il primo con la formazione originale allora appena riunitasi), l'album contiene alcune tracce estratte dai primi due album live del gruppo. All'interno dell'album vi sono inoltre altre cinque tracce inedite registrate durante i concerti. In fondo all'album vi è l'audio di un'intervista concessa dai Kiss per Jay Leno, denominata Kiss Tells All. L'album è stato certificato disco d'oro il 21 maggio 1997.

## Tracce

### Versione statunitense
1. Room Service
2. Two Timer
3. Let Me Know
4. Rock Bottom
5. Parasite
6. Firehouse
7. I Stole Your Love
8. Calling Dr. Love
9. Take Me
10. Shout It Out Loud
11. Beth
12. Rock and Roll All Nite
13. Kiss Tells All

## Versione giapponese
1. Room Service
2. Two Timer
3. Let Me Know
4. Rock Bottom
5. Parasite
6. Firehouse
7. I Stole Your Love
8. Calling Dr. Love
9. Take Me
10. Shout It Out Loud
11. Beth
12. Rock and Roll All Nite
13. New York Groove
14. Kiss Tells All

## Formazione
- Gene Simmons: basso, voce
- Paul Stanley: chitarra ritmica, voce
- Peter Criss: batteria, voce
- Ace Frehley: chitarra solista

Eric Carr batteria voce traccia 13 bonus edizione giapponese